# Disenteria
Disenteria é um tipo de gastroenterite que causa diarreia com sangue. Entre outros possíveis sintomas estão febre, dor abdominal e sensação de defecação incompleta. Entre as possíveis complicações está a desidratação.
A causa mais comum de disenteria são infeções por bactérias do género Shigella, sendo nesse caso denominada shigelose, ou pelo protozoário Entamoeba histolytica. Entre outras causas menos comuns estão a exposição a alguns produtos químicos, outros tipos de bactérias, outros tipos de protozoários ou vermes parasitas. A doença é contagiosa de pessoa para pessoa. Entre os fatores de risco está a contaminação da água ou alimentos com fezes devido a más condições de higiene. O mecanismo subjacente consiste na inflamação do intestino, sobretudo na região do cólon.
Entre as medidas de prevenção estão lavar as mãos com frequência e medidas de segurança alimentar em áreas de elevado risco. Embora a doença geralmente se resolva por si própria no prazo de uma semana, é importante beber líquidos em quantidade suficiente ou uma solução de reidratação oral. Em alguns casos podem ser administrados antibióticos como a azitromicina. Embora os medicamentos para diminuir a diarreia, como a loperamida, não estejam recomendados de forma isolada, podem ser usados em conjunto com antibióticos.
Todos os anos a Shigella é responsável por cerca de 165 milhões de casos de diarreia e 1,1 milhão de mortes, ocorrendo quase todos os casos nos países em vias de desenvolvimento. Nos casos com más condições de higiene e saneamento, praticamente metade dos casos de diarreia são causados por Entamoeba histolytica. A Entamoeba histolytica afeta milhões de pessoas e é responsável por mais de 55 000 mortes por ano. É mais comum nas áreas menos desenvolvidas da América Central e do Sul, África e Ásia. A disenteria tem sido descrita desde pelo menos o tempo de Hipócrates.